# Casa de Dampierre

Brasão da casa Dampierre (Aube)

Brasão da primeira casa de Bourbon tomada pela casa de Bourbon-Dampierre extinta

A casa de Dampierre (Dampierre entre Châlons-en-Champagne e Troyes) refere-se à família que reinou a partir de 1227, no senhorio de Bourbon-l'Archambault, até a passagem final através do casamento para a casa de França (em 1287 para o ramo da Borgonha, em seguida, em 1310 na filial de Clermont, que se ramificam será retomada quando o nome de Bourbon, até sua ascensão ao trono de Navarra em 1555). A casa de Dampierre herdadou o senhorio de Bourbon pelo casamento em 1196  de Guido II [1] com Matilda I [2] de Bourbon. A mesma casa também dirigiu o condado de Flandres.
A casa Dampierre tem suas origens no Champagne (Aube) da família Dampierre que veio da Normandia (Seine-Maritime) com Aimardo, Marquis de Dampierre (1787-1845) que pelo matrimônio do rei Carlos X, em 1827, tem linhagem na Casa de Wessex.

## Ancestrais

### Casa dosMorins
Balduíno I 865-879 chamado Balduíno Braço de Ferro

### Casa de Flandres
|→ Balduíno II de Flandres 879-918 e Balduíno I de Dampierre. Nasceu em 863, em Flanders, Nord, França e morreu em 10 setembro 918.Chamado Balduíno o Calvo, era 'Filho do conde Balduíno I e de Jullamadoh da França (843-apr. 870)
```
| |→ 
Elfrida
 (Aelfthryth) do Wessex (Inglaterra). Elfrida morreu em 07 junho 929 em Flandres.
|
|→ 
Adalófio de Bolonha
, era filho de Balduíno I e 
Elfrida
. Nasceu em 0893 no Boulogne-sur-Mer, Artois/Pas-de-Calais, França. Morreu em 13 novembro 933 em Therouanne, Artois/Pas-de-Calais, França
|
|→
Balduíno II
, era filho de Adalófio. Nasceu em 915 no 
Boulogne-sur-Mer
, 
Pas-de-Calais
, França e morreu em 973 em Cambrai, Nord-Pas-de-Calais, França.
|
|→
Raul de Cambrai
, era filho de Balduíno II, nasceu em 935 em Cambrai, Nord-Pas-de-Calais, França. Morreu em 0982 em Chatillon-sur-Marna, Marna, Champagne, França. 
|  |→ Viviete de Champagneois. Viviete nasceu em 935 em Fere-Champenoise, Marna, Champagne, França 
|
|→
Gervásio de Chatillonou
 Hervè, era filho de Raul e Viviete. Nasceu em 0955 em Chatillon-sur-Marna, Marna, Champagne, França . Morreu em 999. 
|  |→ Gisele de Cambrai, filha de Arnaldo de Cambrai e Berta. Viviete nasceu em 960 e morreu em 1001 em Cambrai, Nord-Pas-de-Calais, França. Seu pai 
Arnaldo de Cambrai
, (925-967) era conde de Cambrai e sua mãe Berta de Betuwe.
|
|→
Gelduino de Dampierre
 ou Geloin, filho de Gervásio e gisele. - Nasceu em 0982 em Chatillon-sur-Marna, Marna, Champagne, França. Morreu em 1050 em Dampierre, Aube, Champagne, França. 
|  |→ Melsinde de Limoges. Ela neascera em 988 em Limoges, Haute, Vienne, Limousin, França 
|
|→
Eudes de Dampierre
, filho de Gelduíno ou Geloin e Melsinde, nasceu em 1010 em Dampierre, Aube, Champagne, França e morreu em 1048. 
|  |→ 
Sibila I da França
. Sibila nascera em 1015 na França.
```

## Primeiros senhores
```
Valter de Dampierre
, filho de Sibila I da França e Eudes. Nasceu em 1030 em Moeslain, e morreu em 1080.
X 
Sibila II da França
. Sibilia nascera em 1035 na França.
|
|→
Teobaldo de Dampierre
, filho de Valter e Sibila II da França. Nasceu em 1060 em Dampierre, Jura, França. Morreu em 1107
[
1
]
 (v. † 1106)
|  X Elisabete de Monthlery, filha de 
Milo de Montlhery
 e  
Litauise d'Eu
[
2
]

|  |
|  |→
Guido I
 († 1151), visconde de Troyes, senhor de Dampierre
|     X Helvide de Baudement
|     |
|     |→
Ghilherme I
[
3
]
 († av. 1161), senhor de Dampierre
|     |  X Ermengarde de Mouchy
|     |  |
|     |  |→
Guido II de Dampierre
 († 1216), condestável de Champagne, senhor de Dampierre e de Bourbon 
|     |     X 
Matilde I de Bourbon
 (v. 1164/69 † 1228)
|     |     |
|     |     |→
Arquibaldo VIII de Bourbon
 (v. 1189 † 1242), senhor de Bourbon
|     |     |  |
|     |     |  |→
Casa de Bourbon-Dampierre

|     |     |
|     |     |→
Guilherme II
 (ap. 1196 † 1231), senhor de Dampierre
|     |     |  X 
Margarida II
, condessa de Flandres e de Hainaut
|     |     |  |
|     |     |  |→ 
Guido de Dampierre
 (v. 1226 † 1305), conde de Flandres e marquês de Namur (
Casa de Flandres-Dampierre
)
|     |
|     |→ Guido, 
bispo de Châlons-sur-Marne
 en 1163
|
|→ Hugo († 1082), 
bispo de Troyes
```

## Casa de Dampierre-Bourbon
Guido II de Dampierre (†  1216) condestável de Champagne vers 1170. 
```
x Mafalda, senhora de Bourbon († 1228)
|
|→
Arquibaldo VIII o Grande
[
4
]
(† 1242) senhor de Bourbon en 1228. 
|  |
|  |→
Arquibaldo IX o Jovem
(† 1249), senhor de Bourbon. 
|     X 
Iolanda de Châtillon
,
[
5
]
 
condessa de Nevers
, 
de Auxerre
 e 
de Tonnerre

|     |
|     |→
Mafalda II
, senhora de Bourbon († 1262)
|     |    x 
Eudes da Borgonha
 († 1266)
|     |      |→
Casa de Borgonha

|     |
|     |→
Agnes
, 
condessa de Nevers
, 
de Auxerre
 e 
de Tonnerre
 († 1288)
|        x 
João da Borgonha
, senhor de 
Charolais
 († 1267)
|          |→ 
Beatriz da Borgonha
      
|              x 
Roberto de Clermont

|              |→
Casa de Bourbon

|  
|
|→
Ghilherme de Dampierre
 ((† 1242))
   x 
Margarida II
, 
condessa de Flandres

   |→
Casa de Dampierre-Flandres
```

## Casa de Dampierre-Flandres
Guido II de Dampierre, marechal de Champanha († 
```
x Mafalda, senhora de Bourbon († 1216)
|
|→
Arquibaldo VIII o Grande
, senhor de Bourbon († 1242)
|  |
|  |→
Casa de Bourbon-Dampierre

|
|→
Ghilherme de Dampierre
 ((† 1242)), Ghilherme II de Flandres
   x 
1225
 
Margarida II
, 
condes de Flandres
, de 
Hainaut
 de Namur.
   |
   |→
Ghilherme III de Dampierre
, conde de Flandres (v. 1227-
1251
)
   |  x Beatriz de Brabante († 1288)
   |
   |→
Guido
, conde de Namur (1263-1297), conde de Flandres (1278-† 1304)
      x 1) 1246, Matilda da Betúnia († 
1264
)
      x 2) Isabela de Luxemburgo († [1298])
      |
      |→
Roberto III de Flandres
 dit Courteheuse, 
conde de Nevers
 depois conde de Flandres (
1249
-
1322
)
      |  x 1) 
1265
 Blanche de Anjou († 
1269
)
      |  x 2) 
1272
 Iolanda da Borgonha († 
1280
)
      |  |
      |  |→
Luís (Ier)
, conde de Rethel e de Nevers († 
1322
)
      |  |  x Joana de Rethel, 
condessa de Rethel

      |  |  |
      |  |  |→
Luís I
, conde de Flandres, de Rethel e de Nevers (
1304
-
1346
)
      |  |  |  x 
Margarida da França
 (1310-
1382
)
      |  |  |  |
      |  |  |  |→
Luís II de Mâle
, conde de Flandres, de Nevers e de Rethel, depois 
conde da Borgonha
 e 
de Artois
 (
1330
-
1384
)
      |  |  |     x 
Margarida de Brabante
 († 
1368
)
      |  |  |     |
      |  |  |     |→
Margarida III de Flandres
, 
condessa de Flandres
, de 
Artois
, da 
Borgonha
, de 
Rethel
 e de Condado de Nevers|Nevers]] (
1350
-
1405
)
      |  |  |        x 
Filipe II o Corajoso
, 
duque da Borgonha

      |  |  |        |
      |  |  |        |→
Casa de Borgonha

      |  |  |
      |  |  |→
Joana de Flandres
 († 
1374
)
      |  |     x 
1329
 
João de Montfort
 (1294-1345), 
conde de Monfort-l'Amauri
 e 
de Richmond
 (
Inglaterra
), pretendente ao 
ducado da Bretanha

      |  |     |
      |  |     |→
Casa de Dreux

      |  |
      |  |→
Roberto de Flandres
 († 
1331
), 
conde de Marle

      |     x 
Joana da Bretnha
 (1296-1355), senhora de 
Nogent-le-Rotrou

      |     |
      |     |→Pedro (Gilles - Guido) de Dampierre
      |        x Maria de 
Luxemburgo-Ligny

      |        |
      |        |>(hipotético) Alfonso de Dampierre
      |           x N
×
10
{{{1}}}
 de 
Tenremonde

      |           |
      |           |→Pedro de Dampierre
      |              |
      |              |→Pedro de Dampierre
      |              |
      |              |→Jordão de Dampierre, senhor de Dampierre e de 
Biville
, 
panetier
 da França
      |                 x Joana de Villiers de 
l'Isle-Adam

      |                 |
      |                 |→Heitor de Dampierre, senhor de Dampierre e de Fay, 
senescal
 de 
Limousin

      |                 |  x 1) N
×
10
{{{1}}}

      |                 |  x 2) Joana de Roye
      |                 |  |
      |                 |  |→Aimar de Dampierre, senhor de 
Petit-Champ

      |                 |  |
      |                 |  |→Nicolau de Dampierre
      |                 |  |
      |                 |  |→Joaquim de Dampierre, senhor de 
Fay
 e de 
Warty-sous-Clermont

      |                 |  |  x Jane de Bullenc
      |                 |  |  |
      |                 |  |  |→Pedro de Dampierre
      |                 |  |     x Adriana de 
Pimont

      |                 |  |     |
      |                 |  |     |→Artur de Dampierre, senhor de 
Bellozanne

      |                 |  |     |
      |                 |  |     |→Jacques de Dampierre, senhor de La Bardouillère
      |                 |  |     |  x Blanche de Recusson
      |                 |  |     |  |
      |                 |  |     |  |→João de Dampierre, senhor de 
Tronquay

      |                 |  |     |  |  x Genoveva do Bosc
      |                 |  |     |  |  |
      |                 |  |     |  |  |→Paulo de Dampierre, senhor de 
La Bardouillère

      |                 |  |     |  |     x Jaqueline de 
Grandeoit

      |                 |  |     |  |
      |                 |  |     |  |→Heitor de Dampierre
      |                 |  |     |  |  x Maria de Morant, senhora de Thiboutot
      |                 |  |     |  |  |
      |                 |  |     |  |  |→Carlos de Dampierre, senhor de 
Thiboutot

      |                 |  |     |  |  |  x Jane o Lieur
      |                 |  |     |  |  |
      |                 |  |     |  |  |→Bartolomeu de Dampierre, 
chevalier de Malte

      |                 |  |     |  |  |
      |                 |  |     |  |  |→Suzana de Dampierre
      |                 |  |     |  |  |  x Filipe Barbe, senecal de 
Fécamp

      |                 |  |     |  |  |
      |                 |  |     |  |  |→Adriano de Dampierre
      |                 |  |     |  |
      |                 |  |     |  |→Adriano de Dampierre
      |                 |  |     |     x Hipólita de Bressy
      |                 |  |     |     |
      |                 |  |     |     |→Adriano de Dampierre
      |                 |  |     |
      |                 |  |     |→João de Dampierre, oficial de justiça de 
Saint-Denis

      |                 |  |        x Luísa de Bussy
      |                 |  |        |
      |                 |  |        |→Isaque de Dampierre, senhor dos 
Isles

      |                 |  |           x Léia de Grouchy
      |                 |  |           |
      |                 |  |           |→Jacques de Dampierre
      |                 |  |              x Madeleine Chandet
      |                 |  |              |
      |                 |  |              |→Marta de Dampierre
      |                 |  |              |  x Francisco de 
Mercastel
, senhor de 
Doudeauville

      |                 |  |              |
      |                 |  |              |→ Filipe de Dampierre
      |                 |  |              |
      |                 |  |              |→ Jacques de Dampierre
      |                 |  |              |
      |                 |  |              |→ Helena de Dampierre
      |                 |  |              |   x Adriano de 
Grouchy

      |                 |  |
      |                 |  |→João de Dampierre, senhor de 
Hennessis-en-Vexin

      |                 |  |
      |                 |  |→Geraldo (Giraud) de Dampierre, senhor de La Forest e de Montlandrin
      |                 |  |  x 1475 
Isabel dos Hauquettes

      |                 |  |  |
      |                 |  |  |→João de Dampierre
      |                 |  |  |
      |                 |  |  |→Ghilherme de Dampierre
      |                 |  |  |  x 1526 Jaqueline de 
Milleville

      |                 |  |  |  |
      |                 |  |  |  |→João de Dampierre
      |                 |  |  |  |  x Maria do 
senescal

      |                 |  |  |  |  |
      |                 |  |  |  |  |→Antonio de Dampierre († avant 1620)
      |                 |  |  |  |  |  x Isabel 
Soyer

      |                 |  |  |  |  |  |
      |                 |  |  |  |  |  |→Aimard de Dampierre, senhor de Montlandrin
      |                 |  |  |  |  |  |  x Francisca de 
Imbleval

      |                 |  |  |  |  |  |
      |                 |  |  |  |  |  |→Adriano de Dampierre
      |                 |  |  |  |  |  |
      |                 |  |  |  |  |  |→Ghilherme de Dampierre
      |                 |  |  |  |  |
      |                 |  |  |  |  |→Francisco de Dampierre
      |                 |  |  |  |     x Maria Aprix
      |                 |  |  |  |     |
      |                 |  |  |  |     |→João de Dampierre, senhor de 
Montlandrin

      |                 |  |  |  |        x Maria de Caumont
      |                 |  |  |  |
      |                 |  |  |  |→Jaqueline de Dampierre
      |                 |  |  |     x 1) Dominique (Dimanche) de 
Chastel
, senhor de 
Mesnil-Bourdet

      |                 |  |  |     x 2) René Vincent
      |                 |  |  |
      |                 |  |  |→Adriano de Dampierre, senhor de Sainte-Agathe e de 
La Forêt

      |                 |  |  |  x 1525 Isabel Bernard
      |                 |  |  |  |
      |                 |  |  |  |→Ghilherme de Dampierre, senhor de Sainte-Agathe de Aliermont
      |                 |  |  |     x 1555 Claude de Cazaux
      |                 |  |  |     |
      |                 |  |  |     |→Pedro de Dampierre, senhor de Sainte-Agathe
      |                 |  |  |     |  x 1) 1580 Maria Picquet
      |                 |  |  |     |  x 2) Maria de Loisel
      |                 |  |  |     |  |
      |                 |  |  |     |  |→Pedro de Dampierre
      |                 |  |  |     |  |  x 1) N
×
10
{{{1}}}

      |                 |  |  |     |  |  x 2) 1612 Margarida Joana Mitton
      |                 |  |  |     |  |
      |                 |  |  |     |  |→Aimardo de Dampierre, senhor de 
Sainte-Agathe de Aliermont
, de 
Millencourt
 e de 
Yzangremer

      |                 |  |  |     |  |  x 1635 Francisca do 
Maistre

      |                 |  |  |     |  |
      |                 |  |  |     |  |→Francisco de Dampierre, senhor de 
Sélincourt

      |                 |  |  |     |  |  x Ana do Senescal
      |                 |  |  |     |  |
      |                 |  |  |     |  |→Maria de Dampierre
      |                 |  |  |     |     x 
Antonio de Valois

      |                 |  |  |     |
      |                 |  |  |     |→João de Dampierre, senhor de Grainville
      |                 |  |  |     |  x 1) Antonieta o Thieullier
      |                 |  |  |     |  x 2) 1586 Rachel do senescal
      |                 |  |  |     |  |
      |                 |  |  |     |  |→Ana de Dampierre, senhor de 
Grainville

      |                 |  |  |     |  |  x 1) 1615 Carlota de 
Ricarville

      |                 |  |  |     |  |  x 2) 1642 Maria de Val
      |                 |  |  |     |  |
      |                 |  |  |     |  |→Antonio de Dampierre
      |                 |  |  |     |     x 1617 Maria Lasnier
      |                 |  |  |     |
      |                 |  |  |     |→Jacques de Dampierre, senhor de 
Saint-Soupplix

      |                 |  |  |        x Michelle de Monchy
      |                 |  |  |
      |                 |  |  |→Ana de Dampierre
      |                 |  |     x Jacques de Clesquin
      |                 |  |
      |                 |  |→Luís de Dampierre
      |                 |  |
      |                 |  |→Catarina de Dampierre
      |                 |     x João de Morant, senhor de 
Thiboutot

      |                 |
      |                 |→Ghilherme de Dampierre, senhor de Biville-la-Baignarde, governador de 
Saint-Lô

      |                    x Isabelle de Pellevé
      |                    |
      |                    |→Janin (Zanon) de Dampierre, senhor de 
Biville-la-Baignarde
 e de 
Imbleville

      |                       x Maria de Gouvis
      |                       |
      |                       |→Filipe de Dampierre
      |                       |  x Gillette Paisnel
      |                       |  |
      |                       |  |→Antonio de Dampierre
      |                       |     x N
×
10
{{{1}}}
 de Mascarel, filho de 
Antonio de Hermanville
 e de 
Joana de Dreux

      |                       |     |
      |                       |     |→Tomás de Dampierre
      |                       |     |
      |                       |     |→Cristóvão de Dampierre
      |                       |
      |                       |→João de Dampierre
      |                          x N
×
10
{{{1}}}

      |                          |
      |                          |→Isaac de Dampierre, capitão e governador de Gournay
      |                             x N
×
10
{{{1}}}

      |                             |
      |                             |→Jacques de Dampierre, capitão e governador de Gournay
      |
      |→
João
 († 
1291
), 
bispo de Metz
 (
1279
-
1282
) depois 
prince-bispo de Liège
 (
1282
-
1291
)
      |
      |→Margarida  (v. 1251-1285)
      |  x 
João I
 († 
1294
), 
duque de Brabante

      |  |
      |  |→
Casa de Hesse

      |
      |→Beatriz (v. 1260-1296)
      |  x 
Florêncio V
, 
conde de Holanda
 e de 
Zélande

      |
      |→
João I de Namur
, conde ou marquês de 
Namur
 (v. 1266-1330)
         x 1) 
1307
 Margarida de Clermont
         x 2) Maria de Artois
         |
         |→
condes de Namur
```

A ser completado
```
marquês Aimardo de Dampierre (1787-1845), par da França
x Carlota da Abbadie de Saint-Germain (1789-1837)
|
|→marquês Élio de Dampierre (1813-1896)
|  x 1842 Henriqueta Barthélémy
|  |
|  |→conde Aimardo de Dampierre (1844-1876)
|  |  x 1873 Isabela Juchault de Lamoricière (1853-1919)
|  |  |
|  |  |→marquês Jacques de Dampierre (1874-1947)
|  |     x 1899 Francisca de Fraguier (1875-1959)
|  |     |
|  |     |→marquês Henrique de Dampierre (1901-1964)
|  |     |  x N de Boüays de La Bégassière
|  |     |  |
|  |     |  |→Aimardine de Dampierre (1932)
|  |     |  |  x N… Matray
|  |     |  |
|  |     |  |→Francisca de Dampierre (1929-2005)
|  |     |  |
|  |     |  |→Eliane de Dampierre (1931-2007)
|  |     |
|  |     |→Armando de Dampierre (1902-1944)
|  |     |  x Colete Cahen de Anvers
|  |     |  |
|  |     |  |→
uma filha

|  |     |  | x Alan Laigre de Grainville
|  |     |→marquês Jacques de Dampierre (1905-1996)
|  |     
|  |→Maria de Dampierre
|  |  x visconde de Curzay
|  |
|  |→Audoíno de Dampierre (1847-1909)
|  |  x Maria de Halloy
|  |
|  |→Ana de Dampierre (1847-1934)
|  |  x Gonçalves de Exea
|  |
|  |→conde Érico de Dampierre (1851-1927)
|  |  x 1877 Fanny Basset de Châteaubourg (1854-1922)
|  |  |
|  |  |→conde Élio de Dampierre (1878-1948)
|  |  |  x N de Guidogné
|  |  |  |→Cristiano de Dampierre (1913-1977)
|  |  |  | 
|  |  |  |→Élio (1952)
|  |  |  
|  |  |→Guido de Dampierre (1880-1967)
|  |  |
|  |  |→Maria de Dampierre (1881-1917)
|  |  |
|  |  |→Henrique de Dampierre (1882-1964)
|  |  |
|  |  |→Roberto de Dampierre (1887-1967)
|  |
|  |→Sétimo de Dampierre (1853-1922)
|     x 1884 Carlota Séguier (1861-1926)
|     |
|     |→Aimardo de Dampierre (1885-1976)
|     |
|     |→Antonio de Dampierre (1887-1917)
|        |
|        |→Audoíno de Dampierre (1912-1940)
|
|→Ana de Dampierre (1815-1897)
|  x conde Eugênio de Humières (1811-1890)
|
|→conde Armando de Dampierre (1816-1901)
|  x Felícia de Charpin
|  |
|  |→
posteridade de Casa de Dampierre

|
|→Gabriela de Dampierre (1817-1830)
|
|→Ida de Dampierre (1817-1844), religiosa 
Carmelita

|
|→visconde 
Henrique de Dampierre
 (1822-1895)
|  x 1854 Elizabete Tayloe Corbin (1835-1906)
|  |
|  |→Ricardo de Dampierre (1857-1906), duque de São Lourenço
|  |  x 1891 Joana Carraby (1870-1922)
|  |  |
|  |  |→Rogério de Dampierre (1892-1975), duque de San Lorenzo
|  |     x 1) 1912 Vitória Ruspoli (1892-1982) div. 1930
|  |     x 2) 1931 Enide Rylda Aileen Toone (1903-1934)
|  |     x 3) 1937 
Raimundo Dreyfus
 (1907-1967)
|  |     |
|  |     |→
Emmanuelle de Dampierre
 (1913-), duquesa de Anjou e de Segóvia
|  |     |  x 1935 
Jacques Henrique de Bourbon
 (1908-1975), aîné dos 
Capétiens

|  |     |  |
|  |     |  |→
Casa da França
, branche aînée

|  |     |
|  |     |→Ricardo de Dampierre (1916-), duque de San Lorenzo
|  |     |  x 1937 Mercedes de Pedroso (1914-)
|  |     |  |
|  |     |  |→Mafalda de Dampierre (1938-1997)
|  |     |
|  |     |→Iolanda de Dampierre (1918-)
|  |     |  x 1940 conde 
Luís Miani de Angoris
 (1896-1953)
|  |     |  |
|  |     |  |→
família Miani

|  |     |
|  |     |→Armando de Dampierre (1932-1953)
|  |     |
|  |     |→Cristiana de Dampierre (1939-)
|  |        x 1961 Francisco Boula de Mareüil (1931-)
|  |        |
|  |        |→
família 
Boula de Mareüil

|  |
|  |→ Ivone de Dampierre (1866-1928)
|      x N 
Martin de Ayguesvives

|
|→Amélia de Dampierre (1822-1908)
|  x conde 
Gabriel de Lastours
 (1808-1856)
|
|→barão 
Rogério de Dampierre
 (1825-1868)
   x Anaïs Panon Desbassayns de Richemont
   |
   |→
posteridade da Casa de Dampierre
```

A ser completado